# Sprachlernklasse
Die Sprachlernklasse (auch Deutschlerngruppe oder SLK) in Bayern hat zum Ziel, Schüler, für die Deutsch Zweitsprache ist, besser in den deutschen Sprach- und Kulturkreis zu integrieren. Der Begriff der Sprachlernklasse hat in der Vergangenheit oft zu Missverständnissen geführt, da eine Sprachlernklasse keine eigene Klasse im Sinne der Klassenbildung ist, sondern eine intensive Form der inneren Differenzierung. Daher wird diese Fördermaßnahme ab dem Schuljahr 2007/2008 als „Deutschlerngruppe“ bezeichnet.
In Niedersachsen sind Sprachlernklassen seit spätestens 2005 Teil der Integrationsbemühungen des Landes (vgl. RdErl. d. MK v. 21. Juli 2005 in SVBl 9/2005, S. 475ff) und können bei bestehender Nachfrage an den Schulen eingerichtet werden. Die Anzahl der Schülerinnen und Schüler ist mindestens 10, höchstens 16. Die SLK ist nur für den Bereich der Sek I vorgesehen und für die jeweiligen Schüler i. d. R. auf 1 Jahr begrenzt. In dieser Zeit sollen die Schüler so in Deutsch gefördert werden, dass sie anschließend dem Unterricht in den Regelklassen eigenständig folgen können. Die SLK richtet sich vorwiegend an Schüler, die in Deutsch zusätzlich alphabetisiert werden, d. h. überhaupt das lateinische Alphabet schreiben und lesen lernen müssen. Oftmals fehlt den Kindern jegliche Schulerfahrung, so dass viel Zeit für das Einüben schulischer Prinzipien (Pünktlichkeit, Hausaufgaben, eigenständiges Arbeiten, Klassenregeln usw.) vergeht.

## Grundschule
Grundschüler erhalten in den Kernbereichen (Deutsch, Mathematik und Heimat- und Sachkundeunterricht) intensiven Deutschunterricht von bis zu 17 Wochenstunden. Um sie in der Deutschlerngruppe aber nicht von den Kindern mit deutscher Muttersprache (beziehungsweise von den Kindern mit ausreichenden Kenntnissen der deutschen Sprache) zu isolieren, werden sie in den musischen und praktischen Fächern gemeinsam unterrichtet.

## Hauptschule
An der Hauptschule (in den Jahrgangsstufen 8 und 9) dienen die Deutschlerngruppe vor allem dem Ziel, ausländischen Schülerinnen und Schülern durch einen intensivierten Deutschunterricht einen erfolgreichen Abschluss zu ermöglichen.